# Dávid Ďuriš
Dávid Ďuriš (Žilina, 22 marzo 1999) è un calciatore slovacco, attaccante del Rosenborg e della nazionale slovacca.

## Caratteristiche tecniche
È un'ala destra.

## Carriera

### Club
Cresciuto nel settore giovanile dello Žilina, ha esordito in prima squadra il 18 settembre 2018 in occasione dell'incontro di Slovenský Pohár vinto 6-0 contro il Tatran Krásno nad Kysucou, trovando anche la prima rete in carriera.
Il 31 gennaio 2024 viene ceduto in prestito con diritto di riscatto all'Ascoli. Esordisce con i marchigiani il 10 febbraio successivo nella sconfitta per 3-2 in casa del Catanzaro. L'11 marzo mette a segno la sua prima rete con la squadra bianconera nella sconfitta per 2-1 in casa della Sampdoria. Si ripete poi sei giorni più tardi nel successo per 4-1 contro il Lecco.
Il 6 agosto 2025 viene annunciato il suo trasferimento ai norvegesi del Rosenborg: ha firmato un contratto valido fino al 31 dicembre 2029.

### Nazionale
Ha giocato nella nazionale slovacca Under-21.
Esordisce in nazionale maggiore il 22 settembre 2022. Il 17 ottobre 2023 realizza la sua prima rete per la massima selezione slovacca decidendo la sfida vinta in casa del Lussemburgo (0-1).

## Statistiche
Statistiche aggiornate al 17 novembre 2020.

### Presenze e reti nei club
| Stagione        | Squadra         | Campionato      | Campionato | Campionato | Coppe nazionali | Coppe nazionali | Coppe nazionali | Coppe continentali | Coppe continentali | Coppe continentali | Altre coppe | Altre coppe | Altre coppe | Totale | Totale | Totale |
| Stagione        | Squadra         | Comp            | Pres       | Reti       | Comp            | Pres            | Reti            | Comp               | Pres               | Reti               | Comp        | Pres        | Reti        | Pres   | Reti   |        |
| --------------- | --------------- | --------------- | ---------- | ---------- | --------------- | --------------- | --------------- | ------------------ | ------------------ | ------------------ | ----------- | ----------- | ----------- | ------ | ------ | ------ |
| 2017-2018       | Žilina B        | 1L              | 4          | 0          |                 | -               | -               |                    | -                  | -                  |             | -           | -           | 4      | 0      |        |
| 2018-2019       | Žilina B        | 1L              | 30         | 4          |                 | -               | -               |                    | -                  | -                  |             | -           | -           | 30     | 4      |        |
| 2019-2020       | Žilina B        | 1L              | 5          | 2          |                 | -               | -               |                    | -                  | -                  |             | -           | -           | 5      | 2      |        |
| 2020-2021       | Žilina B        | 1L              | 1          | 1          |                 | -               | -               |                    | -                  | -                  |             | -           | -           | 1      | 1      |        |
| 2018-2019       | Žilina          | SL              | 0          | 0          | CS              | 1               | 1               |                    | -                  | -                  |             | -           | -           | 1      | 1      |        |
| 2019-2020       | Žilina          | SL              | 23         | 6          | CS              | 2               | 0               |                    | -                  | -                  |             | -           | -           | 25     | 6      |        |
| 2020-2021       | Žilina          | SL              | 12         | 1          | CS              | 0               | 0               | UEL                | 1                  | 0                  |             | -           | -           | 13     | 1      |        |
| Totale carriera | Totale carriera | Totale carriera | 76         | 15         |                 | 3               | 1               |                    | 1                  | 0                  |             | -           | -           | 80     | 16     |        |

### Cronologia presenze e reti in nazionale
| Cronologia completa delle presenze e delle reti in nazionale ― Slovacchia | Cronologia completa delle presenze e delle reti in nazionale ― Slovacchia | Cronologia completa delle presenze e delle reti in nazionale ― Slovacchia | Cronologia completa delle presenze e delle reti in nazionale ― Slovacchia | Cronologia completa delle presenze e delle reti in nazionale ― Slovacchia | Cronologia completa delle presenze e delle reti in nazionale ― Slovacchia | Cronologia completa delle presenze e delle reti in nazionale ― Slovacchia | Cronologia completa delle presenze e delle reti in nazionale ― Slovacchia |
| Data                                                                      | Città                                                                     | In casa                                                                   | Risultato                                                                 | Ospiti                                                                    | Competizione                                                              | Reti                                                                      | Note                                                                      |
| ------------------------------------------------------------------------- | ------------------------------------------------------------------------- | ------------------------------------------------------------------------- | ------------------------------------------------------------------------- | ------------------------------------------------------------------------- | ------------------------------------------------------------------------- | ------------------------------------------------------------------------- | ------------------------------------------------------------------------- |
| 22-9-2022                                                                 | Trnava                                                                    | Slovacchia                                                                | 1 – 2                                                                     | Azerbaigian                                                               | UEFA Nations League 2022-2023 - 1º turno                                  | -                                                                         | 83’                                                                       |
| 25-9-2022                                                                 | Bačka Topola                                                              | Slovacchia                                                                | 1 – 1                                                                     | Bielorussia                                                               | UEFA Nations League 2022-2023 - 1º turno                                  | -                                                                         | 74’                                                                       |
| 17-11-2022                                                                | Podgorica                                                                 | Montenegro                                                                | 2 – 2                                                                     | Slovacchia                                                                | Amichevole                                                                | -                                                                         | 17’ 46’                                                                   |
| 17-6-2023                                                                 | Reykjavik                                                                 | Islanda                                                                   | 1 – 2                                                                     | Slovacchia                                                                | Qual. Euro 2024                                                           | -                                                                         | 81’                                                                       |
| 20-6-2023                                                                 | Vaduz                                                                     | Liechtenstein                                                             | 0 – 1                                                                     | Slovacchia                                                                | Qual. Euro 2024                                                           | -                                                                         | 63’                                                                       |
| 8-9-2023                                                                  | Bratislava                                                                | Slovacchia                                                                | 0 – 1                                                                     | Portogallo                                                                | Qual. Euro 2024                                                           | -                                                                         | 83’                                                                       |
| 13-10-2023                                                                | Porto                                                                     | Portogallo                                                                | 3 – 2                                                                     | Slovacchia                                                                | Qual. Euro 2024                                                           | -                                                                         | 87’                                                                       |
| 16-10-2023                                                                | Lussemburgo                                                               | Lussemburgo                                                               | 0 – 1                                                                     | Slovacchia                                                                | Qual. Euro 2024                                                           | 1                                                                         | 63’                                                                       |
| 16-11-2023                                                                | Bratislava                                                                | Slovacchia                                                                | 4 – 2                                                                     | Islanda                                                                   | Qual. Euro 2024                                                           | -                                                                         | 79’                                                                       |
| 23-3-2024                                                                 | Bratislava                                                                | Slovacchia                                                                | 0 – 2                                                                     | Austria                                                                   | Amichevole                                                                | -                                                                         | 62’                                                                       |
| 26-3-2024                                                                 | Oslo                                                                      | Norvegia                                                                  | 1 – 1                                                                     | Slovacchia                                                                | Amichevole                                                                | -                                                                         |                                                                           |
| 5-6-2024                                                                  | Wiener Neustadt                                                           | Slovacchia                                                                | 4 – 0                                                                     | San Marino                                                                | Amichevole                                                                | -                                                                         | 77’                                                                       |
| 17-6-2024                                                                 | Francoforte sul Meno                                                      | Belgio                                                                    | 0 – 1                                                                     | Slovacchia                                                                | Euro 2024 - 1º turno                                                      | -                                                                         | 81’                                                                       |
| 26-6-2024                                                                 | Francoforte sul Meno                                                      | Slovacchia                                                                | 1 – 1                                                                     | Romania                                                                   | Euro 2024 - 1º turno                                                      | -                                                                         | 78’                                                                       |
| 8-9-2024                                                                  | Košice                                                                    | Slovacchia                                                                | 2 – 0                                                                     | Azerbaigian                                                               | UEFA Nations League 2024-2025 - 1º turno                                  | -                                                                         | 71’                                                                       |
| 11-10-2024                                                                | Bratislava                                                                | Slovacchia                                                                | 2 – 2                                                                     | Svezia                                                                    | UEFA Nations League 2024-2025 - 1º turno                                  | -                                                                         | 90’                                                                       |
| 14-10-2024                                                                | Baku                                                                      | Azerbaigian                                                               | 1 – 3                                                                     | Slovacchia                                                                | UEFA Nations League 2024-2025 - 1º turno                                  | 1                                                                         | 83’                                                                       |
| 16-11-2024                                                                | Solna                                                                     | Svezia                                                                    | 2 – 1                                                                     | Slovacchia                                                                | UEFA Nations League 2024-2025 - 1º turno                                  | -                                                                         | 57’                                                                       |
| 23-3-2025                                                                 | Lubiana                                                                   | Slovenia                                                                  | 1 – 0 dts                                                                 | Slovacchia                                                                | UEFA Nations League 2024-2025 - Play-off                                  | -                                                                         | 118’                                                                      |
| 7-6-2025                                                                  | Candia                                                                    | Grecia                                                                    | 4 – 1                                                                     | Slovacchia                                                                | Amichevole                                                                | -                                                                         | 67’                                                                       |
| 10-6-2025                                                                 | Debrecen                                                                  | Israele                                                                   | 1 – 0                                                                     | Slovacchia                                                                | Amichevole                                                                | -                                                                         | 76’                                                                       |
| Totale                                                                    |                                                                           | Presenze                                                                  | 21                                                                        |                                                                           | Reti                                                                      | 2                                                                         |                                                                           |